# Fargues-Saint-Hilaire
Fargues-Saint-Hilaire – miejscowość i gmina we Francji, w regionie Nowa Akwitania, w departamencie Żyronda.
Według danych na rok 1990 gminę zamieszkiwały 2032 osoby, a gęstość zaludnienia wynosiła 289 osób/km² (wśród 2290 gmin Akwitanii Fargues-Saint-Hilaire plasuje się na 209. miejscu pod względem liczby ludności, natomiast pod względem powierzchni na miejscu 1278.).